# Happy's Place
Happy's Place es una serie de televisión estadounidense de comedia de situación que se estrenó el 18 de octubre de 2024 a través de NBC. La serie está creada por Kevin & Julie Abbott y protagonizada por Reba McEntire, Melissa Peterman, Belissa Escobedo y Rex Linn. En febrero de 2025, NBC renovó la serie para una segunda temporada.

## Trama
Bobbie McAllister hereda la mitad de la propiedad de un bar en Knoxville, Tennessee, llamado Happy's Place. Un bar-restaurante fundado por su padre Happy. Una joven entra en el bar y le dice a Bobbie que es su media hermana Isabella. Bobbie se entera de que su padre tuvo una aventura con una mujer llamada Maritza Sanchez, y descubre que Isabella ha heredado la otra mitad de Happy's Place. Así que ahora las dos deben unirse como hermanas y dirigir el bar que fundó su padre.

## Reparto

### Principales
- Reba McEntire como Bobbie, una mujer que hereda el bar de su padre tras la muerte de éste, media hermana de Isabella[2]
- Belissa Escobedo como Isabella, la media hermana de Bobbie, hereda la mitad del bar de su padre tras la muerte de éste.[2]
- Melissa Peterman como Gabby, camarera de Happy's Place.
- Rex Linn como Emmett, el cocinero de Happy's Place.
- Pablo Castelblanco como Steve, el contador de Happy's Place que también es germofóbico y padece un trastorno obsesivo-compulsivo.
- Tokala Black Elk como Takoda, camarero de Happy's Place

### Invitados
- Michael O'Neill como Jim Jackoway, el abogado de Happy que revela a Bobbie e Isabella su relación familiar.
- Steve Howey como Danny

## Episodios
| N.º | Título                  | Dirigido por      | Escrito por                                                     | Fecha de emisión original | Audiencia (millones) |
| --- | ----------------------- | ----------------- | --------------------------------------------------------------- | ------------------------- | -------------------- |
| 1   | «Pilot»                 | Pamela Fryman     | Guion de: Kevin Abbott Historia de: Julie Abbott y Kevin Abbott | 18 de octubre de 2024     | 4.03                 |
| 2   | «Tapped Out»            | Pamela Fryman     | Kevin Abbott                                                    | 25 de octubre de 2024     | 3.49                 |
| 3   | «Don't Sweat It»        | Joanna Kerns      | Gemma Baker                                                     | 1 de noviembre de 2024    | 3.48                 |
| 4   | «Fish Fry Monday»       | Pamela Fryman     | Matt Berry                                                      | 8 de noviembre de 2024    | 3.48                 |
| 5   | «Ladies' Night»         | Victor Gonzalez   | Erin Berry                                                      | 15 de noviembre de 2024   | 2.95                 |
| 6   | «Happy's House»         | Pamela Fryman     | Matt Berry                                                      | 22 de noviembre de 2024   | 3.07                 |
| 7   | «Ho-Ho-Howey»           | Pamela Fryman     | Pat Bullard                                                     | 6 de diciembre de 2024    | 3.39                 |
| 8   | «Dear Jack»             | Pamela Fryman     | Brittany Miller                                                 | 13 de diciembre de 2024   | 3.35                 |
| 9   | «Emcee Squared»         | Pamela Fryman     | Erin Berry                                                      | 3 de enero de 2025        | 3.36                 |
| 10  | «The MacAllister Girls» | Pamela Fryman     | Jon Haller                                                      | 10 de enero de 2025       | 3.30                 |
| 11  | «Heart of the Matter»   | Robbie Countryman | Gemma Baker                                                     | 17 de enero de 2025       | 3.45                 |
| 12  | «Baby Doll»             | Pamela Fryman     | Helen Fernandez                                                 | 31 de enero de 2025       | 3.52                 |
| 13  | «Mama Drama»            | Pamela Fryman     | Brittany Miller                                                 | 7 de febrero de 2025      | 3.34                 |
| 14  | «Accountability»        | Pamela Fryman     | TJ Martell y Tommy Wright                                       | 14 de febrero de 2025     | 3.12                 |
| 15  | «Sisters Ink»           | Pamela Fryman     | Brittany Miller y Erin Berry                                    | 21 de febrero de 2025     | 3.11                 |
| 16  | «Whiskey Business»      | Pamela Fryman     | Eugene Garcia-Cross                                             | 7 de marzo de 2025        | 3.25                 |
| 17  | «The Doctor Is Out»     | Pamela Fryman     | John D. Beck y Ron Hart                                         | 14 de marzo de 2025       | 3.34                 |
| 18  | «Alarm Bells»           | Pamela Fryman     | Kevin Abbott                                                    | 21 de marzo de 2025       | 3.19                 |

## Producción

### Desarrollo
La serie ha sido creada por Kevin Abbott, que ejercerá de showrunner y productor ejecutivo. Los otros productores ejecutivos son Michael Hanel, Mindy Schultheis y Julie Abbott. Reba McEntire es también productora ejecutiva. En enero de 2024, NBC ordenó la producción del piloto de la serie. En mayo de 2024, se ordenó la producción de la serie ahora llamada Happy's Place. Universal Television produjo la serie. El 15 de noviembre de 2024, la serie recibió encargos de guiones adicionales, con lo que la temporada totaliza 13 episodios. El 21 de noviembre de 2024, la serie añade 5 episodios, con lo que la primera temporada completa consta de 18 episodios. El 20 de febrero de 2025, NBC renovó la serie para una segunda temporada.

### Casting
Junto con el anuncio del piloto de la serie, se anunció que McEntire fue elegida como Bobbie en el papel principal. En marzo de 2024, Melissa Peterman y Belissa Escobedo se unieron al elenco principal para el piloto. También se anunciaron que, Rex Linn, Tokala Black Elk y Pablo Castelblanco se unieron al elenco principal para el piloto. Anteriormente, McEntire y Peterman fueron coprotagonistas de la comedia de situación Reba.

## Emisión
Happy's Place se estrenó el 18 de octubre de 2024 a través de NBC.

## Recepción

### Respuesta crítica
En el sitio web del agregador de reseñas Rotten Tomatoes la serie tiene un índice de aprobación del 70%, basándose en 10 reseñas con una calificación media de 5.7/10. En Metacritic, tiene una puntuación media ponderada de 60 de 100, basada en 8 reseñas, indicando reseñas «mixtas o promedio».

### Audiencia
| N.º | Título                  | Fecha de emisión        | ÍA (18–49) | Audiencia (millones) | DVR (18–49) | Audiencia DVR (millones) | Total (18–49) | Audiencia total (millones) | Ref(s) |
| --- | ----------------------- | ----------------------- | ---------- | -------------------- | ----------- | ------------------------ | ------------- | -------------------------- | ------ |
| 1   | «Pilot»                 | 18 de octubre de 2024   | 0.4/5      | 4.03                 | 0.2         | 1.47                     | 0.5           | 5.50                       | [ 4 ]  |
| 2   | «Tapped Out»            | 25 de octubre de 2024   | 0.3/4      | 3.49                 | 0.1         | 1.50                     | 0.4           | 5.00                       | [ 5 ]  |
| 3   | «Don't Sweat It»        | 1 de noviembre de 2024  | 0.3/4      | 3.48                 | 0.1         | 1.32                     | 0.4           | 4.79                       | [ 6 ]  |
| 4   | «Fish Fry Monday»       | 8 de noviembre de 2024  | 0.3/4      | 3.48                 | 0.1         | 1.27                     | 0.4           | 4.76                       | [ 7 ]  |
| 5   | «Ladies' Night»         | 15 de noviembre de 2024 | 0.2/4      | 2.95                 | 0.2         | 1.25                     | 0.4           | 4.20                       | [ 8 ]  |
| 6   | «Happy's House»         | 22 de noviembre de 2024 | 0.2/4      | 3.07                 | 0.1         | 1.20                     | 0.4           | 4.27                       | [ 9 ]  |
| 7   | «Ho-Ho-Howey»           | 6 de diciembre de 2024  | 0.4/5      | 3.39                 | 0.1         | 1.24                     | 0.5           | 4.63                       | [ 10 ] |
| 8   | «Dear Jack»             | 13 de diciembre de 2024 | 0.3/4      | 3.35                 | 0.1         | 1.15                     | 0.4           | 4.50                       | [ 11 ] |
| 9   | «Emcee Squared»         | 3 de enero de 2025      | 0.2/3      | 3.36                 | 0.1         | 0.94                     | 0.3           | 4.31                       | [ 12 ] |
| 10  | «The MacAllister Girls» | 10 de enero de 2025     | 0.3/3      | 3.30                 | 0.1         | 1.20                     | 0.4           | 4.42                       | [ 13 ] |
| 11  | «Heart of the Matter»   | 17 de enero de 2025     | 0.2/3      | 3.45                 | 0.1         | 1.21                     | 0.3           | 4.67                       | [ 14 ] |
| 12  | «Baby Doll»             | 31 de enero de 2025     | 0.3/5      | 3.52                 | 0.1         | 1.08                     | 0.4           | 4.61                       | [ 15 ] |
| 13  | «Mama Drama»            | 7 de febrero de 2025    | 0.3/4      | 3.34                 | 0.1         | 1.17                     | 0.4           | 4.50                       | [ 16 ] |
| 14  | «Accountability»        | 14 de febrero de 2025   | 0.3/4      | 3.13                 | 0.1         | 1.08                     | 0.4           | 4.20                       | [ 17 ] |
| 15  | «Sisters Ink»           | 21 de febrero de 2025   | 0.2/3      | 3.11                 | 0.1         | 1.08                     | 0.3           | 4.18                       | [ 18 ] |
| 16  | «Whiskey Business»      | 7 de marzo de 2025      | 0.3/4      | 3.25                 | 0.1         | 1.04                     | 0.4           | 4.29                       | [ 19 ] |
| 17  | «The Doctor Is Out»     | 14 de marzo de 2025     | 0.3/5      | 3.34                 | 0.1         | 1.03                     | 0.4           | 4.37                       | [ 20 ] |
| 18  | «Alarm Bells»           | 21 de marzo de 2025     | 0.2/3      | 3.19                 | 0.1         | 1.12                     | 0.3           | 4.31                       | [ 21 ] |

### Premios y nominaciones
| Año  | Premiación          | Categoría                                          | Nominado(s)                          | Resultado | Ref.   |
| ---- | ------------------- | -------------------------------------------------- | ------------------------------------ | --------- | ------ |
| 2025 | Kids' Choice Awards | Estrella femenina de televisión favorita (familia) | Reba McEntire por su papel de Bobbie | Nominada  | [ 31 ] |